# Student Tijloos
Student Tijloos is een Nederlandse stripreeks van de Toonder Studio's. De strip werd geschreven door Lo Hartog van Banda en getekend door Gerrit Stapel, met uitzondering van het derde verhaal Het spiegeldoolhof dat werd getekend door Thé Tjong-Khing. Het is een filosofisch georiënteerde krantenstrip over de eeuwige student Tijloos die elke aflevering van studierichting verandert.

## Achtergrond
Student Tijloos werd in 1959 ontwikkeld door Marten Toonder en Jan Kruis. Vanwege onvoldoende afnemers en onenigheid over de strip tussen beide auteurs is deze versie nooit in een krant of album gepubliceerd. Toen een tijd later het Algemeen Dagblad toch geïnteresseerd bleek te zijn, zou Lo Hartog van Banda de strip verder uitwerken en werd Gerrit Stapel de tekenaar. De strip verscheen van 29 september 1961 tot en met 3 oktober 1963 in het Algemeen Dagblad, aanvankelijk onder de titel De opzienbarende experimenten van student Tijloos en later als Student Tijloos. In 1962 werd het tekenwerk voor het derde verhaal doorgeschoven naar Thé Tjong-Khing. De laatste 12 stroken van dit verhaal werden echter opnieuw door Stapel getekend, die ook de overige drie verhalen zou tekenen.

## Publicatie
De strip verscheen van 1961 t/m 1963 dagelijks in het Algemeen Dagblad. Van 1983 tot en met 1988 werden de verhalen uitgegeven in vijf albums door de uitgeverij Arboris in de reeks Uit de Toonder Studio's. In 2016 heeft uitgeverij Sherpa het verhaal Het spiegeldoolhof opnieuw uitgegeven binnen de reeks Khing collectie.